# Year of the Dog... Again
Year of the Dog... Again é um álbum de hip hop lançado em 1 de agosto de 2006. É o sexto álbum de estúdio do rapper de Yonkers DMX. Os primeiros singles do álbum foram "We in Here" e "Lord Give Me a Sign".
O álbum estreou a segunda posição da Billboard 200 e na primeira da Rap Charts com 125,000 cópias vendidas na primeira semana.

## Faixas
1. Intro
2. We in Here
3. I Run Shit
4. Come Thru (Move)
5. It's Personal
6. Baby Motha
7. Dog Love
8. Wrong or Right? (I'm Tired)
9. Give 'Em What They Want
10. Walk These Dogs
11. Blown Away
12. Goodbye
13. Life Be My Song
14. The Prayer IV
15. Lord Give Me a Sign

## Paradas
| Parada (2006)                         | Posição topo |
| ------------------------------------- | ------------ |
| Australian Albums Chart               | 32           |
| Austrian Albums Chart                 | 23           |
| Belgian Albums Chart                  | 39           |
| Canadian Albums Chart                 | 4            |
| Dutch Albums Chart                    | -            |
| French Albums Chart                   | 43           |
| German Albums Chart                   | 7            |
| New Zealand Albums Chart              | 37           |
| Swiss Albums Chart                    | 7            |
| UK Albums Chart                       | 22           |
| U.S. Billboard 200                    | 2            |
| U.S. Billboard Top R&B/Hip-Hop Albums | 1            |
| U.S. Billboard Top Rap Albums         | 1            |